# 別放精神線
《別放精神線》（：／)，是韓國JTBC自2020年8月7日起每週五凌晨12點10分（KST）播出的一部情景喜劇。改編自NAVER十年間點擊率突破20億的同名人氣長壽網路漫畫，講述放下「精神線」生活的家庭親近又愉快的日常，主角們充滿了反轉魅力，更展現爆笑的日常生活。此作品不僅有爆發性的點擊率，接近滿分的原作中的人氣要素，還會加上電視劇性的趣味，令人對此作品更加期待。 

## 演員陣容

### 主要角色
| 演員   | 角色     | 介紹 |
| 鄭尚勛 | 鄭科長   | 雷電集團公司的科長，鄭神和珠理的爸爸，很愛老婆，喜歡吃小香腸，會假扮成美妝部落客偷偷拿公司的快遞賣東西。在公司常常被上司和屬下欺負，甚至路上被女流氓攔路搶劫以後女流氓還對他窩囊的樣子感到不忍心、很難過。曾經不小心弄丟金秘書的表，只好把自己和老婆珍貴的情侶對表借給金秘書戴一陣子造成妻子忌妒抓狂。可是事後卻因為心疼老婆吃醋而痛哭。                                                                                         |
| 李賢伊 | 媽媽     | 家庭主婦，鄭神和珠理的媽媽，認為自己身邊圍繞著完美，是一個為人強悍俐落到連說話都省下來的人，十項全能似乎有不為人知的過去。表面上對自己老公不太滿意，但是私底下關心著他，並且會讓任何捉弄鄭科長的人付出慘痛的代價。除此之外個性多疑複雜，要是有任何事物威脅到她的完美，就會狠下心來除之而後快，唯獨單純老實的鄭科長是她的罩門。                                                                                                   |
| 李镇赫 | 鄭神     | 珠理的親哥哥，雷電大學的學生，李小龍的狂熱粉絲，一年365天都穿李小龍運動服，性格天然單純容易上當，可是卻有能無意間躲過任何陰謀的超強運氣。和愛麗絲的孽緣在抹鳥屎在她手上開始，總是好死不死跟她扯上關係。曾經誤信網路偏方而以為自己陽痿而拉著爸爸練習各種「九陽神功」，由於個性實在太兩光，愛麗絲的種種追愛陽謀都沒注意到。 |
| 李垂珉 | 鄭珠理   | 鄭神的親妹妹。雷電高中學生，是吉英尚道永遠的粉絲；為了得到與吉英尚道一日約會的機會，將自己描述成生病的女高中生，然而不幸在約會那天需要動急性痔瘡手術，為了約會還是忍痛出演，最後在遊樂園的遊樂設施上暈倒，被送到醫院，痔瘡的事也被電視台播出。食量巨大卻成受不了自己體重上升，曾經鎖住自己房門斷食減肥到發瘋，結果房門將砸爛跑出去吃東西。                                                                                       |
| 孫世彬 | 金秘書   | 愛麗絲的秘書，很照顧愛麗絲，就像保母一樣，私底下很受不了這種生活但是一點辦法也沒有。 男人緣似乎不是很好，相親一百次失敗。 |
| 洪妃羅 | 愛麗絲   | 雷電集團的大小姐，在跌進鄭珠理和吉英尙道挖的坑時對來搭救的鄭神一見鍾情，喜歡鄭神。時常動用雷電集團的TOP團隊搜查自己想要的資料或辦其他事情。為了與鄭神獨處買了一座島，在喝酒後與鄭神告白。常常為了捉弄鄭神而大費周章地佈下天羅地網，卻總是因為鄭神的頭腦簡單而弄巧成拙。曾和鄭珠理冤家路窄而直播舉辦「常識大對決」，結果兩人的基本常識都極差，對決以0:0平手結束。後來再聽說珠理是鄭神的妹妹以後開始討好她，令珠理感到相當不自在。 |
| 權玄彬 | 吉英尚道 | 地方five組合的主唱，曾在雷電大學與珠理巧遇，由於帶著口罩和帽子沒被認出來。曾經為了好玩陪珠理一起挖坑。 後來又在拍攝約會節目時巧遇痔瘡發作的珠理，事後覺得不行決定去跟珠理道歉，卻經歷了各種意外，所以反而對朱理開始有點在意。 |

### 特別出演
| 演員     | 角色     | 介紹                 |
| 李玹珠   |          | 珠理的朋友，成績很好 |
| 崔智秀   |          | 珠理的朋友           |
| 安勝浩   | 安鄭碩   | 雷電綜合醫院醫生     |
| 金仁宇   | 代理     | 雷電集團公司的代理   |
| 朴恩惠   |          | 愛麗絲的姨母         |
| Tiger JK | Tiger JK |                      |
| Nada     |          | 搶錢的混混           |

## 獎項
| 年度   | 頒獎典禮             | 獎項       | 入圍者         | 結果 |
| ------ | -------------------- | ---------- | -------------- | ---- |
| 2021年 | 第16屆首爾國際電視節 | 短片作品賞 | 《別放精神線》 | 提名 |

## 外部連結
- 《别放精神線》網路漫畫中文版
- 別放精神線NAVER頁面 （页面存档备份，存于）